# 莎尼恭·塔那讪
莎尼恭·塔那讪（1994年12月23日—），旧名梭披达·塔那讪（โสภิตา ธนสาร），泰国女子举重运动员，2013年世界举重锦标赛女子53公斤级银牌得主、2016年夏季奥运会女子48公斤级金牌得主、2017年世界举重锦标赛女子53公斤级金牌得主。